# Gabriel Báez
Gabriel Alejandro Báez Corradi (Gobernador Castro, 21 luglio 1995) è un calciatore argentino, difensore del Nacional.

## Caratteristiche tecniche
È un terzino sinistro.

## Carriera
Cresciuto nelle giovanili del Newell's Old Boys, esordisce in prima squadra il 7 giugno 2015 disputando da titolare il match perso 4-0 contro il Boca Juniors.

## Palmarès
- Supercopa Uruguaya: 1

Nacional: 2025